# Heartstopper (còmic)
|  | Per a altres significats, vegeu «Heartstopper (desambiguació)». |

Heartstopper és una novel·la gràfica de literatura juvenil LGBTQ+ actual que també s'ha difós en format de sèrie webcòmic escrita i il·lustrada per l'autora britànica Alice Oseman. Ha estat adaptada el 2022 com a una sèrie de televisió amb el mateix nom, dirigida per Euros Lyn.
En català ha estat publicada per Fanbooks del Grup62 amb traducció de Lluís Delgado Picó. i per Cross books amb Victoria Simo Perales com a traductora al castellà.

## Projecte
Oseman va començar a publicar Heartstopper al seu Tumblr el setembre de 2016. Va obtenir un seguiment important i va decidir començar a publicar còpies impreses dels dos primers capítols. El 20 de juny de 2018, va llançar una campanya de Kickstarter i en dues hores va assolir el compromís objectiu. Uns mesos més tard, l'octubre de 2018, Hachette Children's Group va adquirir els drets de publicació física de tota la sèrie.

## Argument
Heartstopper explica la història de Charlie Spring i Nick Nelson en la seva fase de coneixença i enamorament.

## Personatges
- Charles "Charlie" Spring
- Nicholas "Nick" Nelson
- Tao Xu
- Victoria "Tori"
- Elle Argent
- Tara Jones
- Darcy Olsson
- Aled Last
- Benjamin "Ben" Hope
- Harry Greene
- Oliver "Ollie" Spring
- Nellie Nelson

## Volums

### Volum Primer
El primer volum cobreix els capítols 1 i 2 de la versió autopublicada. En ell, Charlie i Nick es troben per primera vegada al institut i finalment es fan amics.

### Volum Segon
El segon volum cobreix el capítol 3 de la versió autopublicada. En aquesta part, Nick comença a enamorar-se de Charlie i qüestiona la seva sexualitat.

### Volum Tercer
El tercer volum cobreix el capítol 4 de la versió autopublicada. Al tercer volum, Nick i Charlie, que ja son parella, hauran de superar els seus primers reptes de relació i problemes personals, així com un viatge escolar a París.

### Volum Quart
El quart volum cobreix els capítols 5 i 6 de la versió autopublicada. Al volum quatre, Nick es prepara per parlar amb el seu pare mentre Charlie lluita contra un trastorn alimentari.

### Volum Cinquè
El cinquè volum serà l'últim volum de la novel·la gràfica. S'espera que surti al febrer de 2023.

## Adaptació
Es va fer una adaptació per primera vegada quan See-Saw Films va adquirir els drets el juliol de 2019. El gener de 2021, Netflix va rebre la llum verda de la producció com a sèrie de vuit capítols. Es va estrenar el 22 d'abril de 2022.